# Barreado

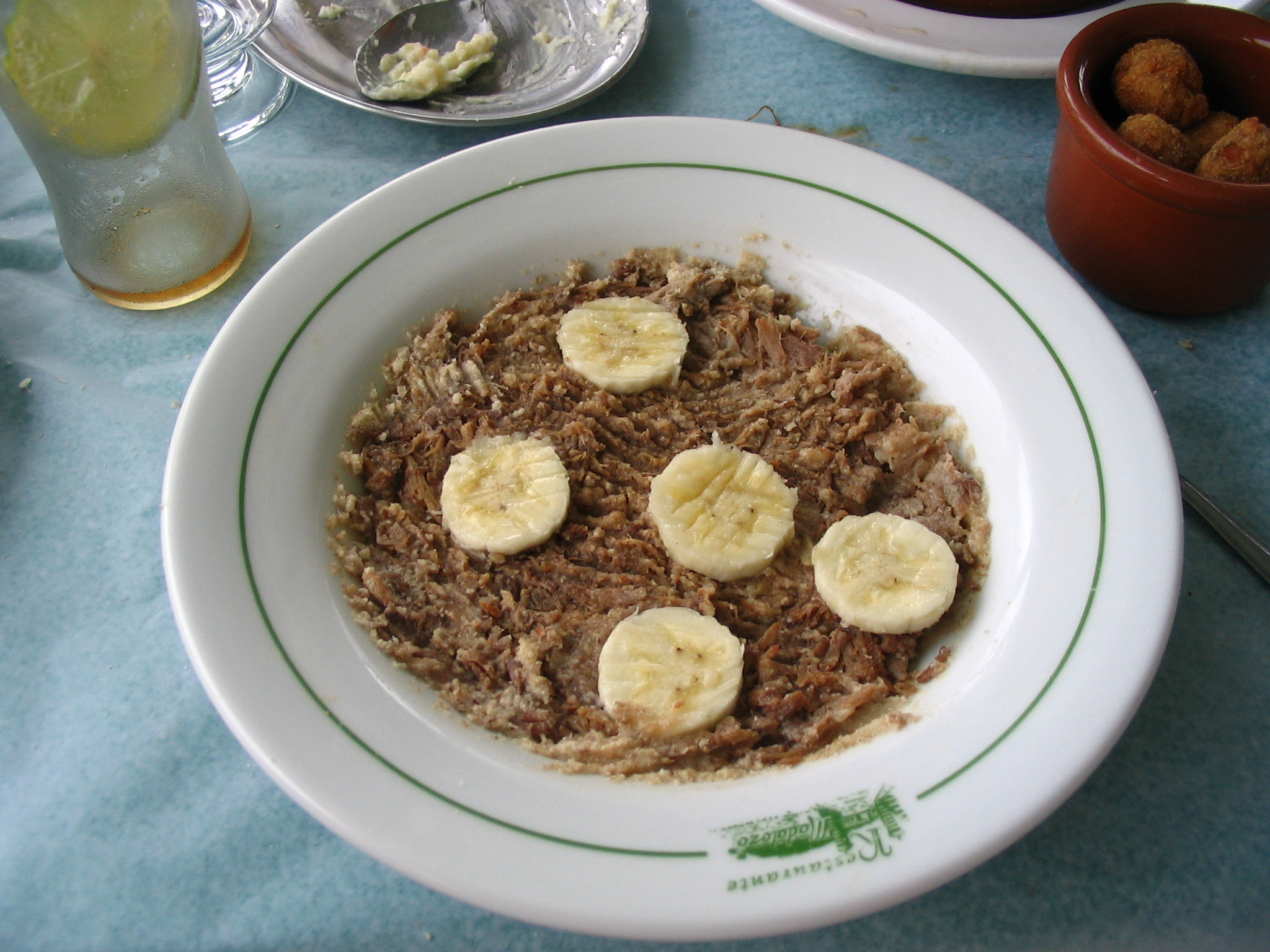
El Barreado, plato típico y tradicional del litoral Paranaense, Brasil.

El Barreado o también carne barreada es un plato típico y tradicional del litoral Paranaense. 

## Características
Sus ingredientes son carne, tocino y diversos ingredientes más. Su preparación es muy lenta: el cocimiento lleva cerca de 20 horas en fuego lento. Se debe emplear una olla de barro, teniendo que tapar o barreada de donde viene el nombre del plato, con una mezcla de harina de yuca, cenizas y água caliente. Una vez el plato se sirve a los comensales con un pirão elaborado con harina de mandioca. Se sirve acompañado de naranjas, banana y arroz.

## Origen
El origen es las islas azores procedente de un ritual de 300 años de antigüedad que sigue o acompaña la elaboración del plato. Se atribuye el origen a los portugueses que llegaron a las costas del litoral de Paraná en el siglo XVIII. Los registros antiguos indican la isla de Guaraqueçaba como la primera diseminadora de la receta.